# Óleo

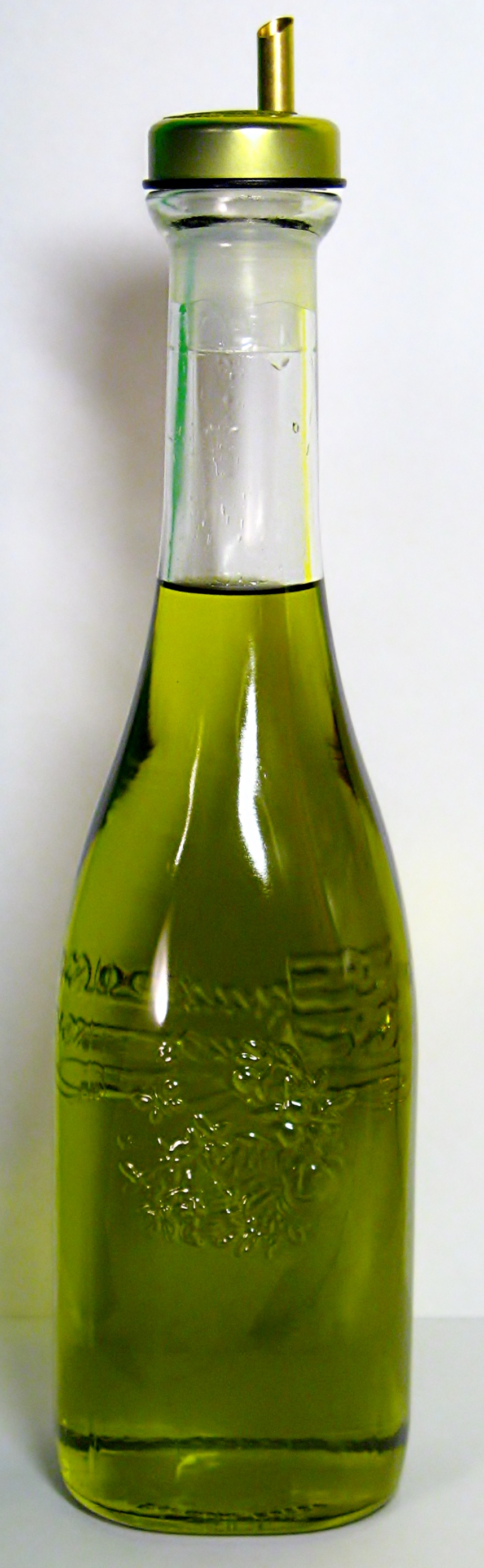
Óleo de oliva italiano.

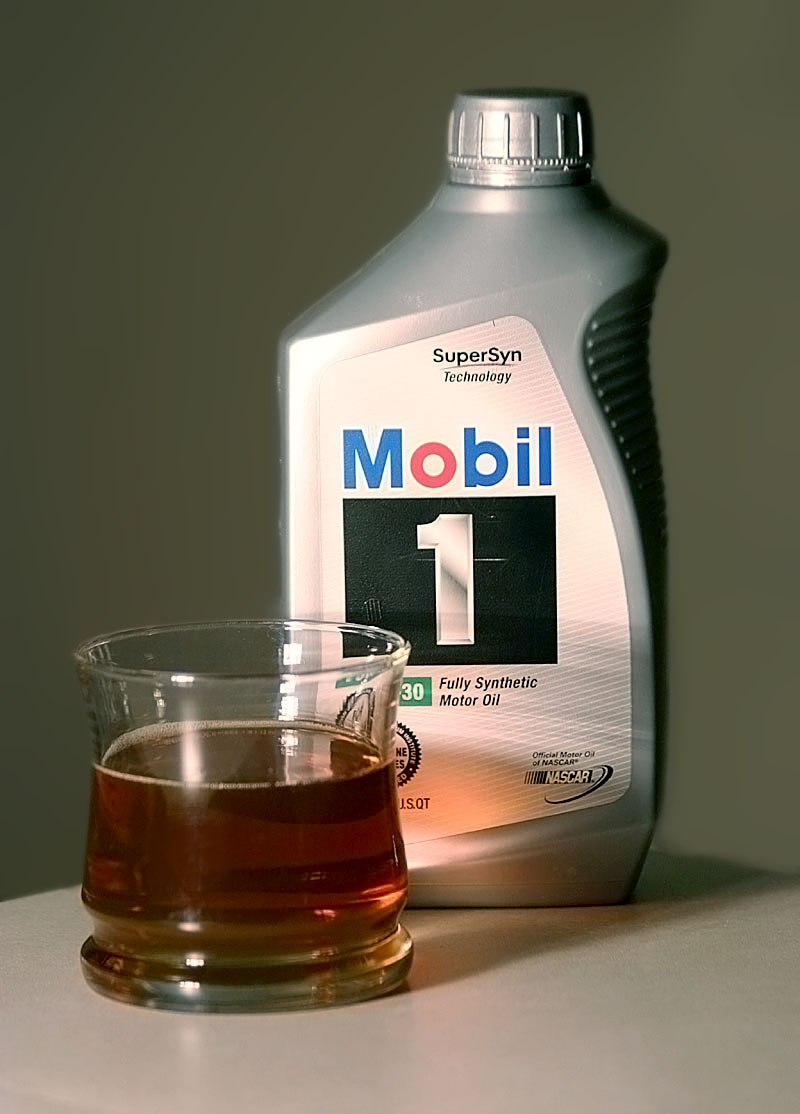
Óleo de motor sintético

Óleos são substâncias no estado líquido viscoso nas condições ambientes (temperatura e pressão ao nível do mar); Tecnicamente são lipídios ou ácido graxos formado por triglicerídeo que possuem radicais insaturados, ou lipídios formados pela união de três moléculas de ácidos graxos e uma molécula de glicerol (composto pertencente à função álcool).
Os óleos são hidrofóbicos (não misturam-se com a água) e lipofílicos (formam mistura homogênea com outros óleos). Podem ter origem: vegetal, animal ou mineral.

## Origem e aplicações
Origem vegetal, obtidos de plantas chamadas oleaginosas, em geral de seus frutos. são muito utilizados na culinária. São extraídos de uma forma bruta e devem passar por processos químicos e ou físicos de refinação para serem consumidos em alimentos;
Origem mineral, obtidos no processo de refino do petróleo (separação de componentes), caracterizados por uma mistura de hidrocarbonetos. são empregados na lubrificação em baixas temperaturas (óleos lubrificantes) e manutenção de peças mecânicas agindo como desengripantes (fluidos de corte);
Origem sintética, obtenção de vários tipos de produtos, com diferentes propriedades, a partir de transformações químicas (polimerização, transesterificação) de material da indústria petroquímica, empregados como: desengordurante; lubrificação mais eficiente em temperaturas elevadas, devido a estabilidade térmica e oxidação, e; outras formas como combustível. Entre eles temos o óleo diesel, que é preferencialmente utilizado como combustível nos motores diesel e como lubrificante na bomba injetora de combustível nesses motores;
Basicamente o óleo lubrificante é composto por óleos básicos, podendo ser mineral ou sintético, cuja função no motor é: lubrificar, proteger de desgaste, limpeza e refrigerar.